# Sherbrooke (Isla del Príncipe Eduardo)
Sherbrooke es un municipio rural canadiense situado en la provincia de Isla del Príncipe Eduardo.

## Superficie
Sherbrooke tiene una superficie de 8,94 km².

## Demografía
En 2021, tenía 178 habitantes, una densidad poblacional de 19,9 hab./km², y 98 viviendas.